# Željko Jerkov
Željko Jerkov (Pula, 6. studenog 1953.) je hrvatski košarkaš i bivši jugoslavenski reprezentativac. Igrao je na poziciji centra, a većinu svoje karijere proveo je splitskoj "Jugoplastici". 

## Košarkaška karijera
Karijeru je započeo u "Jugoplastici", igrajući kao član prve petorke. S "Jugoplastikom" je osvojio jedno prvenstvo i dva kupa Jugoslavije, te dva europska Kupa Radivoja Koraća. Najuspješnija godina mu je bila 1977. kada je osvojio sva natjacanja u kojima je klub igrao: Prvenstvo i Kup SFRJ, Kup Radivoja Koraća i Europsko prvenstvo. 
U karijeri je igrao još za talijanske klubove,  Scavolini iz Pesara i Benetton iz Trevisa. Sa Scavolinijem je 1983. osvojio Kup pobjednika kupova, pobijedivši u finalu ASVEL Villeurbanne. 

## Politički angažman
Bio je politički angažiran u splitskom gradskom vijeću, kao član Liste Velog Mista.